# 冠纓神社
冠纓神社（かんえいじんじゃ）は、香川県高松市香南町由佐にある神社。別名は「かむろ八幡宮」で、香南町の氏神として親しまれ、縁結び神社としても知られる。「さぬき十五社霊場」第７番。

## 概要
秋季例祭で披露される夫婦大獅子舞で使用される大獅子は県指定有形民俗文化財で、日本一の大きさともいわれる。讃岐国香東郡井原庄出生説もある安倍晴明が神主をしていたという伝承もある。境内には樹齢800年以上の楠を始め100種以上に及ぶ植物が群生しており、香川県自然記念物に指定されている。

## 歴史
861年（貞観3年）、讃岐巡礼中の円珍が井原庄に着いた時、鳩峰大自在王菩薩が現われて井原庄を鎮護すると云った。このため円珍はこの地の里人の力を借りて、宝蔵寺を建てた。1357年、細川頼之が厚く保護・尊崇し京都石清水八幡宮の冠纓を奉納した。このことから冠尾（かむりお、またはかむろ）八幡宮と呼ばれるようになり、後に冠纓神社となる。現在も地元の人は「かむろ」と呼んでいる。以後も細川氏による信仰・保護を受け、細川氏が衰えた後も由佐氏がこれを引き継いだ。後に讃岐国を支配した生駒親正や松平頼重も社領の寄進をするなど当社を保護している。
明治に入ると郷社に列格し、1907年、神饌幣帛料供進神社にも指定されている。1918年には県社に昇格した。1970年、獅子舞に使用される大獅子が県の有形民俗文化財に指定される。1977年、古来よりの自然が残る鎮守の森が香川県自然記念物に指定された。1982年、万葉集天治本が発見され、重要文化財に指定された。
2001年4月、香川郡香南町（後に高松市と合併）が境内を横断する配水管埋設工事を神社に無断で行い、高松地方裁判所は香南町に対し、配水管撤去命令を出した、ということがあった。

## 神社本庁との関係
2006年、神社は神社本庁から離脱することを決定・公告した。しかし神社本庁離脱のための県への規則変更申請は認可されなかった。一方、宮司は2012年に死没した。その後、故宮司の長女の女性が宮司代行者への任命を具申したものの神社本庁から認められることなく、別の宮司が香川県神社庁によって決定された。2016年現在、神社は故宮司の妻が管理し、一方神社本庁によって決定された宮司は神社へまったく訪問しない状況となっている。

## 境内
- 遊衣館：往古、豊玉毘売命（海の神である大綿津見神の娘）が瀬戸内海で舟遊びをした折、古川上流へ上り始めて船を降りお鎮めした館。
- 一の鳥居
- 二の鳥居
- 神門
- 拝殿・本殿：「御力巡り」と称し本殿と拝殿との間の通路を巡る。
- 龍王神社（小堂）
- 安倍晴明神社（祠）
- 清澄の鐘：小祠と小釣鐘
- 水神：真奈井と小祠
- 願い石叶い石
- 子宝安産の石
- かむたま龍樟樹：樹齢約800年の神木
- 摂社・白鳥神社（祠）
- 摂社・祖霊社（祠）
- 摂社・忠魂社（祠）
- 摂社・地神社（祠）：地球神生神宮
- 摂社・厳島神社（祠）：本殿裏にある池の中の島にある。
- 西の大鳥居：虚實門。裏参道で、ここから車で入ると駐車場があり本殿横に行ける。

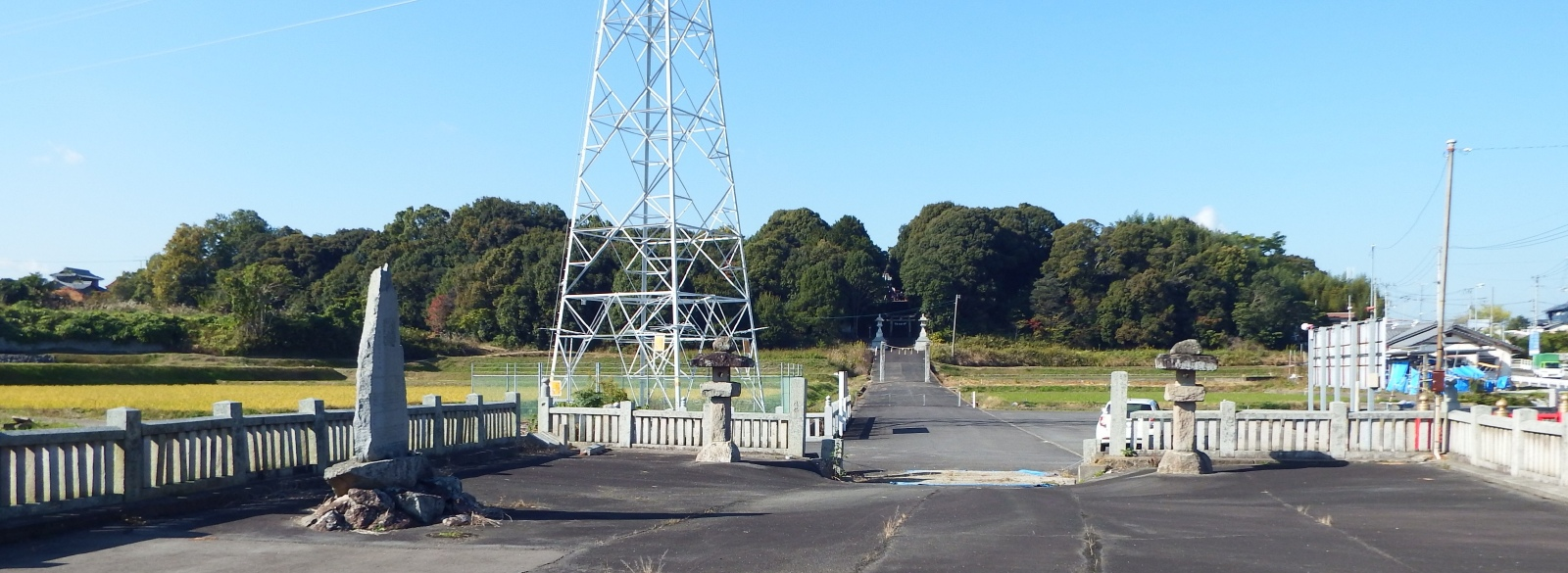
全景
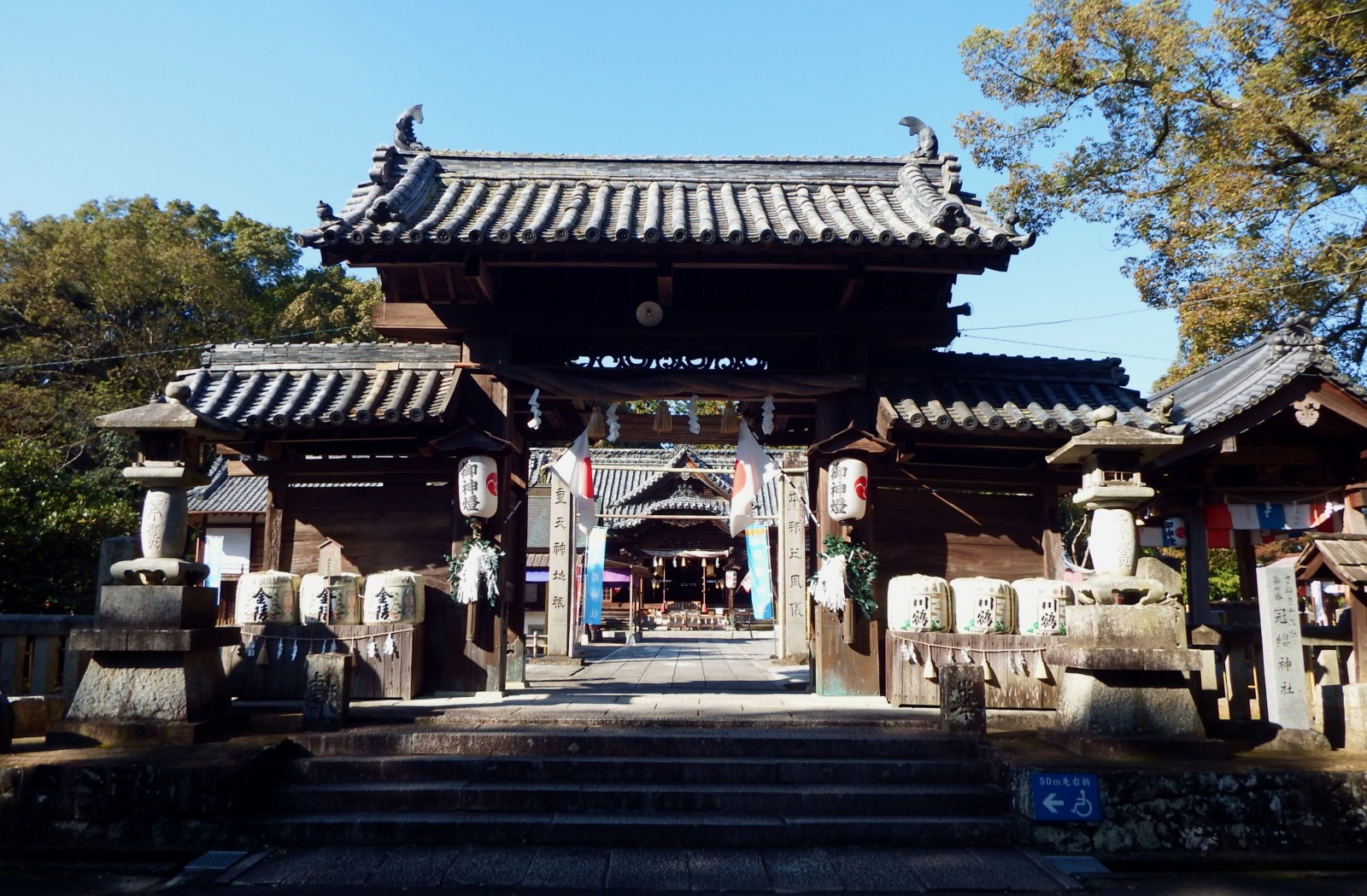
神門
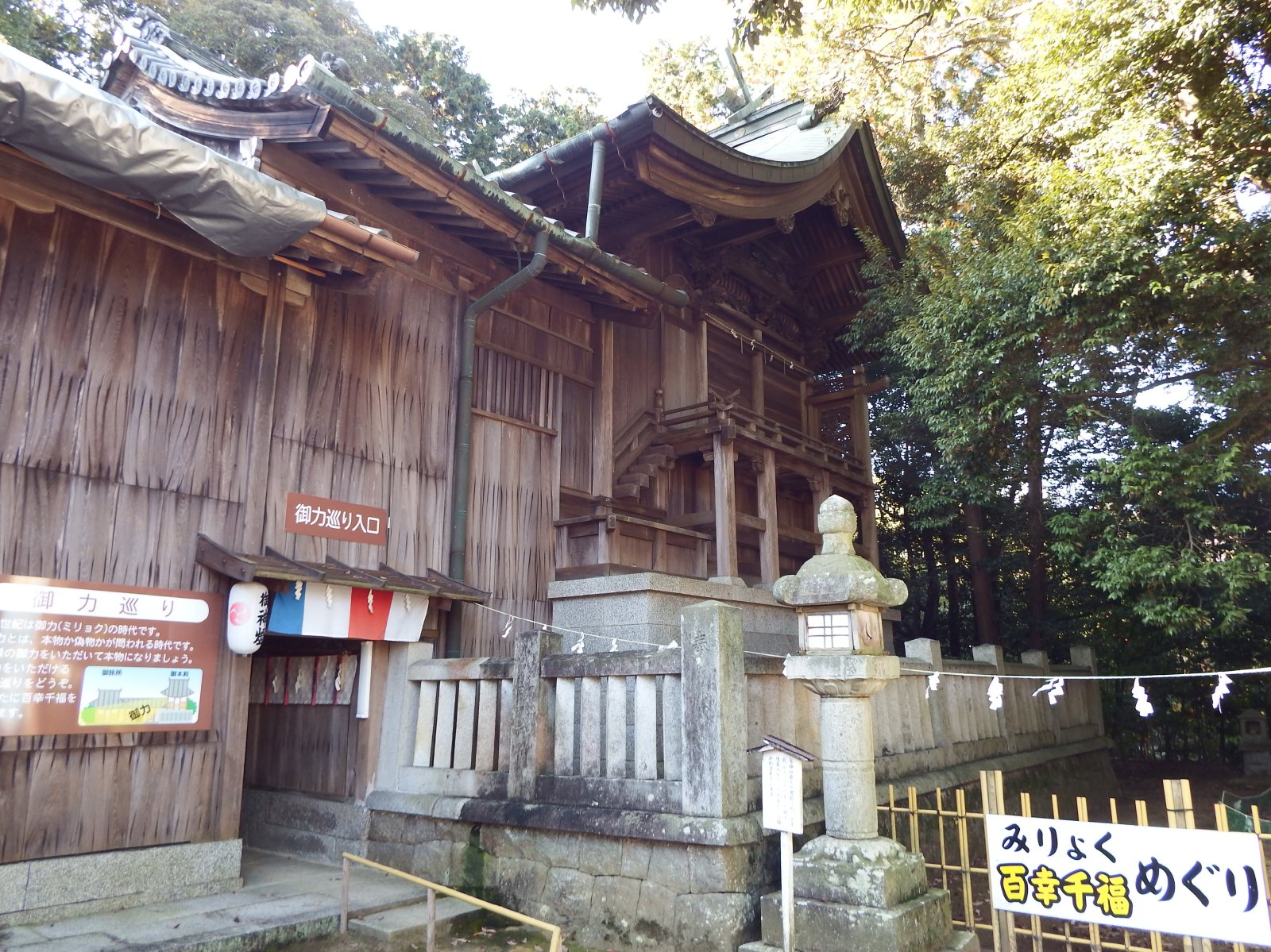
本殿
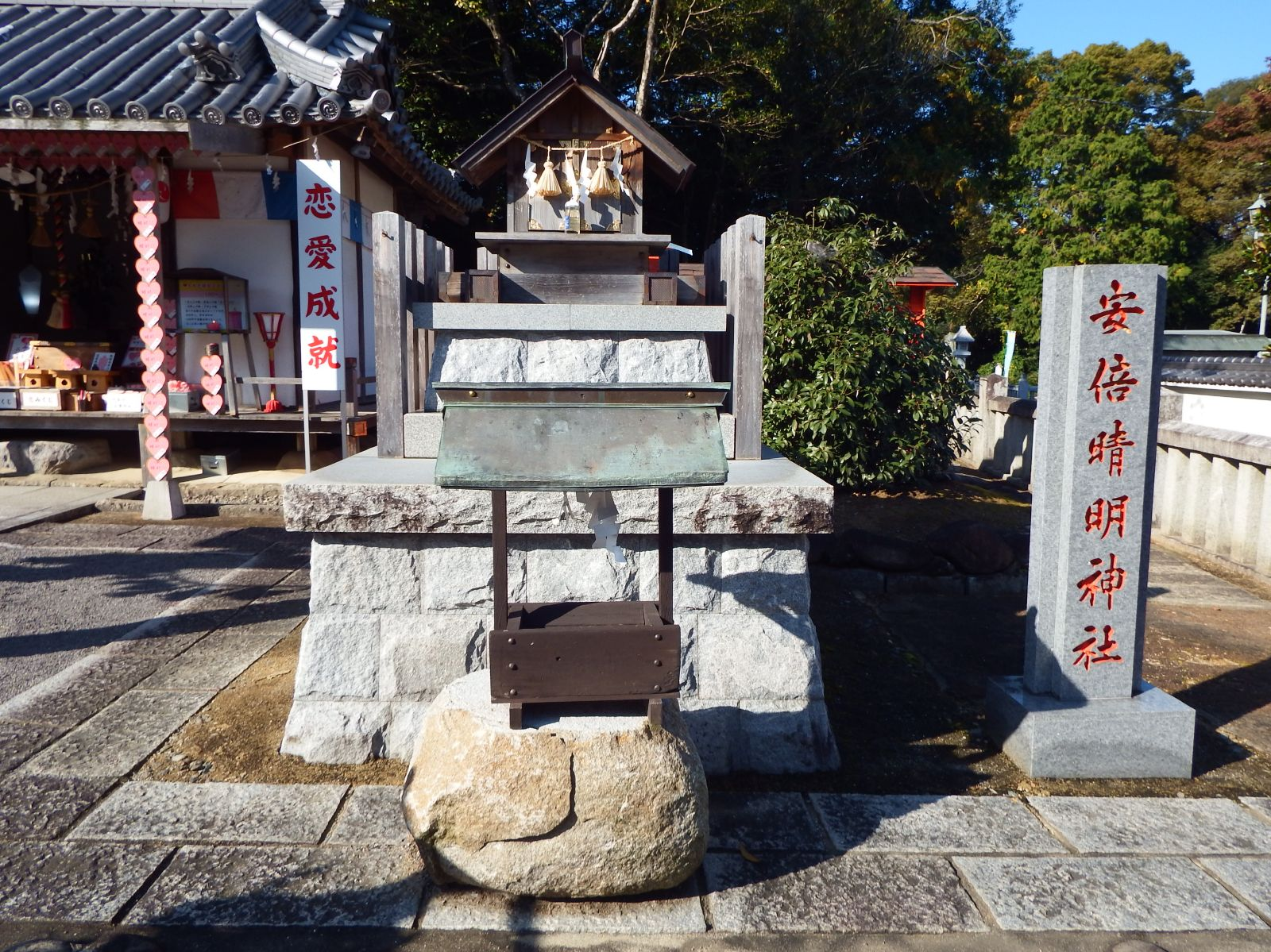
安倍晴明神社
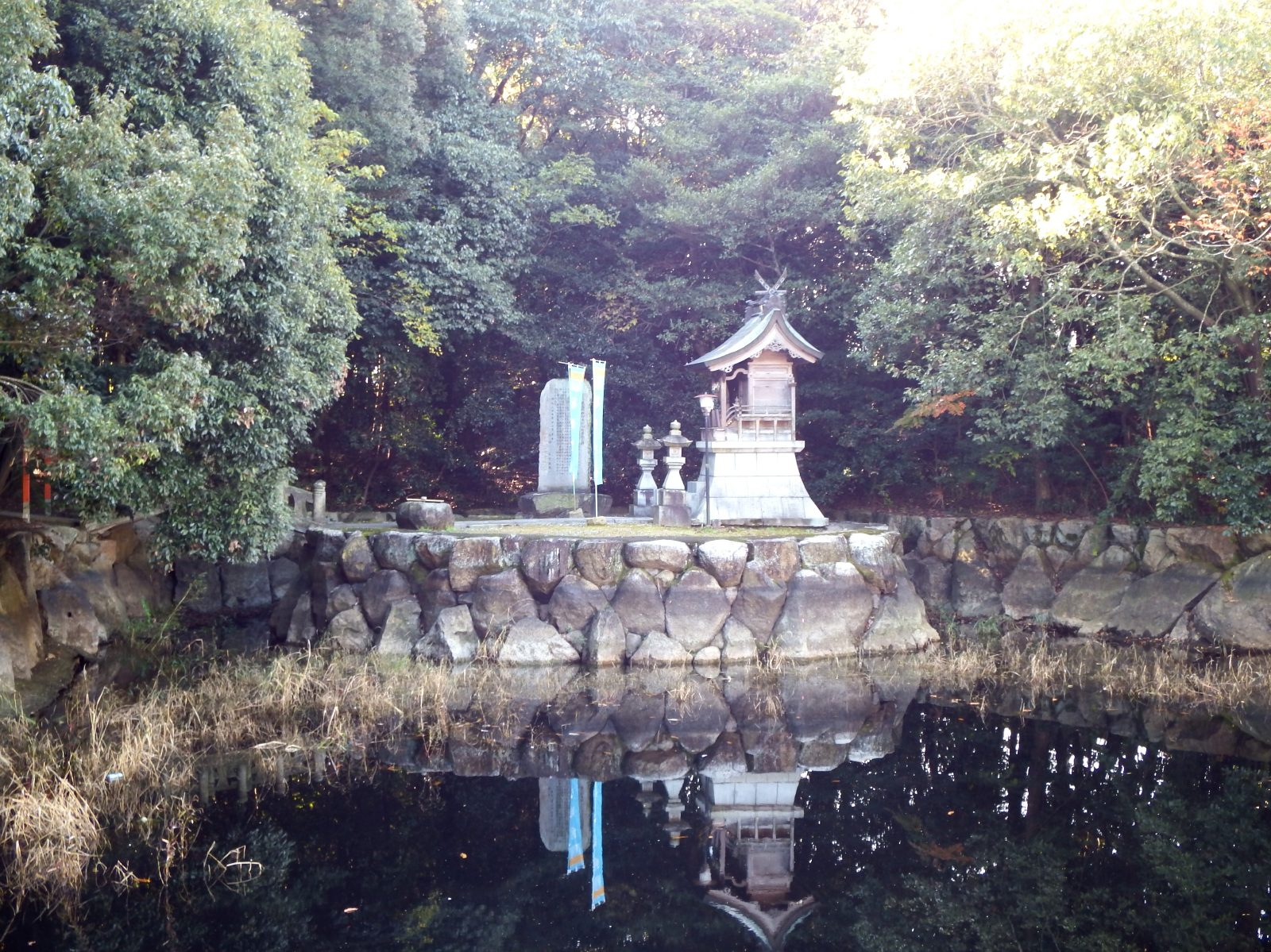
厳島神社

## 文化財
重要文化財（国指定）
- 万葉集 巻第十五残巻（天治本）

香川県指定有形民俗文化財
- 冠纓神社の大獅子

香川県自然記念物
- 冠纓神社社叢：1977年3月29日指定

## 交通アクセス
- 香川県道13号三木綾川線
- ことでんバス香南支所バス停

## 周辺
- 高松市役所香南支所
- 高松空港
- 道の駅香南楽湯